# Starza (Janisławice)
Starza (pot. Starża) – część wsi Janisławice w Polsce, położona w województwie wielkopolskim, w powiecie ostrowskim, w gminie Sośnie. Wchodzi w skład sołectwa Janisławice.
W latach 1975–1998 Starza należała administracyjnie do  województwa kaliskiego.